# Pterochilus sempti
Pterochilus sempti är en stekelart som beskrevs av Giordani Soika. Pterochilus sempti ingår i släktet Pterochilus och familjen Eumenidae. Inga underarter finns listade i Catalogue of Life.